# Banu l-Kanz
Els Banu l-Kanz (àrab: بنو الكنز, Banū l-Kanz) fou un clan àrab de la tribu rabia que van emigrar al segle ix a la regió d'Assuan on es van barrejar amb beges locals, i van acabar dominant les mines d'or d'al-Allaki.
La dinastia fou fundada per Abu l-Makarim Hibat Allah que el 1007 va rebre el títol de Kanz al-Dawla del califa fatimita per haverl-lo ajudat a capturar al rebel Abu-Rakwa. El títol va passar als seus successors. Al viure en zona fronterera escapaven generalment al control dels successius sobirans egipics. El 1066 van envair Núbia però foren rebutjats. El visir fatimita Badr al-Djamali els va haver de sotmetre el 1076/1077; el 1172 es van apoderar d'Assuan i Shams ad-Dawla al-Muazzam Turanshah germà de Saladí, va dirigir una expedició que els va derrotar el 1173 i els va expulsar cap al-Maris. L'aiúbida Adil Sayf al-Din (després al-Adil I) va fer una expedició a la zona el 1174 però la va abandonar al cap de poc i els Banu l-Kanz van tornar a dominar tota la regió i durant el període aiúbida en van disputar el control a aquesta dinastia.
La situació de Makuria del 1317 en endavant és complexa i poc estudiada. El 1317 els Banu l-Kanz haurien arribat a dominar el regne més per enllaços matrimonials que per conquesta; en aquest any el regne estava en mans de Kerembes (Karambas) que s'havia demorat en el tribut als mamelucs i aquests van fer una expedició i van posar al tron (a la ciutat de Dukkula) a Bershambo o Sanbu que va agafar el nom de Saif al-Din Abdallah i va convertir la catedral local en mesquita; Kanz al-Dawla, nebot del rei deposat va lluitar contra el nou rei i el 1320 es va proclamar rei amb suport de nubis i àrabs; el 1323 els mamelucs van tornar i van imposar un efímer rei, i finalment van restaurar a l'antic rei Kerembes que durant el seu captiveri s'havia convertit, però Banu al-Kanz, amb suport dels Banu al-Ikrima, una altra tribu àrab, va agafar el poder altre cop. No se sap fins quan Banu l-Kanz i la seva nissaga va tenir el poder, però possiblement fins a la segona part del segle, quan davant de la descomposició de Makuria haurien retornar al nord.
El 1377 la tribu núbia islamitzada dels Kanuz, que pretén descendir dels Banu l-Kanz, que fins llavors estava sotmesa als mamelucs, es van apoderar d'Assuan, antiga part dels dominis Banu l-Kanz, i la van conservar en rebel·lió fins vers el 1403. Llavors es va produir una baixada del nivell del Nil que va portar la gana a la zona i Assuan fou abandonada per tots. El 1410 la tribu dels nubis islamitzats Hawwara, establerta a la zona pel sultà Barkuk el 1380 o 1381, va derrotar els Kanuz.